# Baudime d'Auvergne
Saint Baudime d'Auvergne ou encore Baudimius, Baudenius, Baudelius, Baudèle, Bauzély, Bauzile, Beauzire, Boil est un compagnon de Nectaire d'Auvergne, avec lequel il aurait évangélisé la région des Dores et des Dômes à la fin du IIIe siècle. Saint Baudime passe pour avoir terrassé un dragon. Il est fété le 2 juin.
Il se serait retiré ensuite avec Nectaire et Auditeur près de l’église qu’ils avaient fait édifier au mont Cornadore sur l'emplacement d'un lieu de culte dédié à Irminsul, voire un temple dédié à Hermès-Apollon.

## Légendes
Des incertitudes règnent sur l'époque dans laquelle il convient de replacer la biographie de saint Austremoine, premier évêque d'Auvergne, et sur celle de ses compagnons. Ainsi les légendaires comportent-ils des récits partiellement extraordinaires.

### Baudime, terrassant un dragon
L'un des chapiteaux de l'église de Saint-Nectaire figurerait le saint ayant les pieds sur un monstre, faisant penser à saint Baudime qui aurait terrassé un dragon.

« La légende raconte que S. Baudime tua un monstre qui désolait la contrée : allégorie par laquelle on a voulu peindre son triomphe sur les mœurs barbares et les superstitions de ce peuple qu'il convertit à l'Évangile. »

Comme Nectaire et Auditeur, saint Baudime dut affronter une forte résistance à l'évangélisation, la population celte, arverne de la région étant fortement vouée au culte de la divinité du Chêne Irminsul.
Alors que saint Baudime passait par Ronzières, il trouva une source dédiée aux fées. Il y prêcha et la consacra à Notre-Dame. La source dispensa alors une eau guérisseuse et ne tarissant jamais.

### Baudime, présent lors de la résurrection de saint Nectaire
Selon la Vita Nectarii (XIIe siècle) de Clermont-Ferrand

« [...] De Rome, Nectaire se rend dans l'Arvernie, avec une mission composée de nombreux prêtres, au nombre desquels était saint Baudime et présidée par saint Austremoine, premier évêque de Clermont. Arrivé à Sutri, ville d'Italie, Nectaire meurt, usé avant le temps par ses pénitences et ses travaux apostoliques. Austremoine envoie Baudime porter à Rome la triste nouvelle. Le Souverain Pontife se rend à Sutri. Il s'agenouille devant le corps du jeune apôtre et, au nom du Dieu tout-puissant, le rappelle à la vie et le rend à ses compagnons. »

Le troisième chapiteau, en partant de la gauche du chœur, évoquerait cet épisode, mais toutes les biographies de saint Nectaire n'évoquent pas de prédécès, ni résurrection.

## Culte
Deux églises d'Auvergne lui consacrent un culte: l'église romane de Saint-Nectaire, dans laquelle son buste reliquaire datant du XIIe siècle est conservé et l'église Notre-Dame de Ronzières aussi appelée église Saint-Baudime, toutes deux dans le département du Puy-de-Dôme.

### Notre-Dame de Ronzières

#### Une antique source sacrée à Tourzel-Ronzières
« Les auteurs anciens, entre autres Pline et Varron, nous apprennent ainsi que les sources et les fontaines étaient alors l'objet d'un culte spécial. Des cérémonies, appelées Fontinalia, s'accomplissaient auprès d'elles, à certaines dates, et pendant des semaines, surtout à l'arrière-saison, les pèlerins se succédaient aux fontaines sacrées.
Les premiers apôtres du christianisme profitèrent de ces pèlerinages, de ces assemblées d'habitants de la contrée, pour prêcher aux foules la loi nouvelle, et c'est souvent de cette façon, que furent jetées dans les terres païennes, les semences de la moisson évangélique. 
Nous retrouvons à Ronzières ce mode d'évangélisation. 
À mi-côte du rocher, sur le flanc nord, une source attirait toutes les populations d'alentour. [...] Le premier missionnaire qui prêcha auprès d'elle fut saint Bausile, Bauzire ou Baudime, compagnon de saint Nectaire. [...] La fontaine ou source de Notre-Dame existe toujours. Elle se trouve dans une sorte de petit édicule en ruine, qui a dû jadis, en même temps qu'il recouvrait la source, servir d'abri à une image de la Sainte-Vierge. Une grille protégeait la statue, car l'on voit encore dans la pierre qui est au-devant, les trous où étaient scellés les barreaux de la grille. Les débris d'une croix en arkose sont tout à côté.
Nous ajouterons que la Fontaine-Notre-Dame porte aussi, dans le pays, le nom de « Fontaine de Saint-Beauzire », dénomination qui perpétue le souvenir de l'apôtre qui là, auprès de cette source, parla aux foules païennes et les amena au christianisme. »

Source de Font-Notre-Dame : 

« Baudime ou Baudile annonça donc le Christ dans le pays de Ronzières, dans ce pays dont le nom significatif révèle les ronces envahissantes et les inextricables broussailles d'autrefois. [...] Bausile consacra à la Vierge la fontaine de la côte de Ronzières. Le culte de la Mère de Dieu s'y établit, et la source prit le nom de Font-Notre-Dame. Une croix fut érigée au-dessus. Un document, en date du 26 septembre 1738, nous fournit la preuve de ces faits. »

La nomenclature initiale de l'église reflète cette évangélisation :

#### Ecclesia Rongeriarum
« Baudime (ou Bauzire), compagnon de saint Nectaire, y fut envoyé prêcher à la demande de saint Austremoine, premier évêque de Clermont et évangélisateur de l'Auvergne au IVe siècle. C'est pourquoi l'église fut placée, à partir du Xe siècle, sous la double apellation [sic] de Notre-Dame Saint-Bauzire au moment où le culte du saint prédicateur se répandit dans cette région du Lembronnais (Saint Germain Lembron, anciennement Liziniacum, entre Issoire et Brioude). 
Jusqu'à la révolution, c'est le chapitre de la cathédrale de Clermont, qui, malgré la donation de 959 à l'abbaye de Sauxillanges, nomma les curés de la paroisse de Saint Bauzire, devenue au XIIe siecle Notre Dame de Ronzieres. »

Sous l'influence de Saint Bernard de Clairvaux, le XIIe siècle voit le « Culte de la Mère de Dieu » prendre son essor. Les sanctuaires qui s'élèvent de toute part, sont dédiés à « Notre-Dame ».

#### Ronzières, propriété des comtes d'Auvergne
Au XVIIe siècle, l'église de Notre-Dame de Ronzières est placée sous le patronage de saint Baudille. Un procès-verbal de 1604 l'atteste à deux reprises : « Les festes de la paroisse sont S. Baudille, patron de la chapelle de N.-D. de Ronzières » et un peu plus loin : « Au-dessus du maistre-autel (...) il y a une image de S. Baudille, patron de la dite chapelle. »

#### Oratoire de Saint Baudime
Sur le rocher de Ronzières s'élevait aussi un oratoire éponyme du saint.

### Église de Saint-Nectaire
L’église de Saint-Nectaire a été construite au XIIe siècle, sous l’impulsion des moines bénédictins de la Chaise-Dieu. Le clocher fut entièrement détruit en 1794, les reliques et objets de valeur échappant de peu à la destruction ou la fonte durant cette période. L'eglise a été classée monument historique dès 1840. Son clocher à deux étages date de 1875[réf. souhaitée].

#### Tombeaux de l'église de Saint-Nectaire
Le sarcophage de Baudime serait dans l'église de Saint-Nectaire.

#### Chapiteaux de l'église de Saint-Nectaire
Baudime figurerait dans l'évocation de la résurrection de saint Nectaire, sculptée sur les chapiteaux de l'église de Saint-Nectaire 

« C'est cette résurrection qui est figurée ici. Le corps de Nectaire est placé dans un cercueil en pierre, pareil à ceux qui ont été extraits de notre église et qui sont actuellement derrière l'abside. Le cercueil lui-même est posé sur une construction romane, assez semblable à un pont à trois arches, légèrement incliné : ce doit être le tombeau. Le Souverain Pontife se tient aux pieds du mort et le touche. »

#### Buste byzantin de S. Baudime
L'église de Saint Nectaire possède un buste byzantin de saint Baudime. Il s'agit d'un reliquaire d'environ 75 cm. La tête et les mains sont en cuivre, probablement issu du recyclage d'une statue antique, montées sur un buste en chène recouvert de plaques de cuivre repoussé. Les yeux sont en en corne et ivoire. Sur le visage, la barbe est extrêmement finement poinçonnée. Le personnage de Saint-Baudime bénit de sa main droite légèrement levée tandis que l'autre tient un étui. Ce reliquaire aurait abrité des ossements de Saint-Baudime.
Une partie des historiens émet toutefois l'hypothèse selon laquelle il a pu être le reliquaire initial consacré à Nectaire, avant que ses reliques n'aient été transférées dans un nouveau reliquaire datant de la fin du XVe siècle. Ce reliquaire aurait alors été attribué à saint Baudime.
Saint-Baudime est invoqué pour détourner le mal.

## Anecdote
Le buste initial de saint Baudime était orné de pierreries figurant les boutons de la chasuble. En 1907, ce buste fut volé par la « bande Thomas », de Clermont, puis retrouvé, mais dépouillé de ses cabochons, et restitué à l'église de Saint-Nectaire.